# HMS Uttern (1958)
HMS Uttern var en av sex ubåtar tillhörande Hajen III-klassen i svenska flottan. Uttern byggdes vid Kockums Mekaniska Verkstads AB i Malmö och såldes för skrotning till Odense 1981.